# Nicolas Malebranche
Nicolas Malebranche, född 6 augusti 1638 i Paris, död 13 oktober 1715 i Paris, var en fransk filosof. I sina alster söker Malebranche förena Augustinus och Descartes doktriner i syfte att påvisa Guds aktiva roll i varje aspekt av världen. 
Hans huvudverk anses vara De la recherche de la vérité (1674, "Sökandet efter sanningen"), även om också Traité de la nature et de la grâce (1680) och hans långa och bittra brevväxling med Antoine Arnauld spelat stor roll inom filosofin.

## Filosofi
Malebranches tänkande kan ses som en syntes mellan cartesianskt och augustinskt tankegods. Han är främst känd för tre filosofiska tankeskapelser: en form av ockasionalism, en originell lösning på teodicéproblemet och sin föreställning om "syn i Gud" eller "vi ser alla ting i Gud". Utöver dessa tankar behandlade han, som många samtida filosofer, alltifrån fysik till morallära.
Dessa tre centrala teman hos Malebranche – ockasionalismen, teodicéproblemet samt att människan når kunskap genom Gud och inte enbart genom mentala processer – utgår alla från åsikten att endast Gud är agent i världen. Alla världsliga handlingar eller händelser är kausalt tillfälliga eller betingade (causa occasionalis), eftersom det enligt Malebranches mening saknas en sammanbindande länk mellan orsaksförhållandena utan en aktiv Gud.

### Ockasionalism
Malebranche var av uppfattningen att inga existerande objekt kunde påverka varandra; de skapade tingen menades sakna kausal agens. Allt som äger rum sker enligt Malebranche genom direkt och oavbruten gudomlig intervention. När ett föremål påverkar ett annat, till exempel då en människa sticker sig på en nål, är det Gud som aktivt orsakar sticket, smärtan, blodet och så vidare. Föremålen i sig själva har inget aktivt vara utanför den gudomliga viljan.
Genom denna originella konstruktion skapar Malebranche bland annat en lösning på kropp-själ-problemet och löser dessutom en del andra svårigheter som uppstått genom Descartes dualism. Teorin fick aldrig någon större spridning, men delar av den har tagits upp av filosofer även senare i historien.

### Teodicé
För att lösa frågan om hur en allvetande, allsmäktig och alltigenom god Gud kunde tillåta ondska i världen tar Malebranche till en nyskapande lösning. Han menar att enkelhet är ett högsta goda för Gud när han handlar. Därför agerar Han hellre genom lagar och principer, "generella rörelser" (voluntés générales), än genom godtyckliga ingripanden i historien. Undantagen är exempelvis mirakler, Kristi död och uppståndelse och Kyrkans födelse som Malebranche såg som en huvudsaklig orsak till att världen överhuvudtaget skapats. Skapelsen var därför perfekt i den meningen, att den fungerade efter enklast och tydligast tänkbara principer. 
Gud skulle visserligen ha kunnat förhindra olika olyckor (som Malebranches egen missbildade ryggrad), men om han gjort det, skulle han ha övergivit det främsta tecknet på sin egen visdom: den perfekta enkelheten och den naturliga ordningen.

### Synen i Gud
Den tredje idé som Malebranche blivit känd för är föreställningen att mänsklig kunskap bara är möjlig genom Gud. Det hela hänger förstås samman med hans ockasionalism och hans filosofiska system i allmänhet. Idén missförstods ofta i hans samtid, och hör till hans mer svårbegripliga. Bland annat anklagades han för att likställa skapelsen med Gud (alltså att det människor faktiskt upplevde i fenomenvärlden var Gud), men sådana idéer förkastade han.
Föreställningen går, kraftigt förenklad, ut på att allt vi ser i själva verket avspeglar idéer hos Gud, upplevandet av vilka inte är detsamma som att faktiskt se Gud (som, enligt Malebranche, är absolut enkelhet och perfektion, medan de mänskliga sinnena är begränsade till att se mångfald och imperfektion). Liksom de flesta av Malebranches viktigare idéer har tanken haft betydelse inom många andra filosofiska fält, även om det då oftast handlat om analytiska aspekter på hans tänkande, snarare än de teologiska och metafysiska idéer som sannolikt var viktigast för honom själv.